# Tori Bowie
Frentorish Bowie, detta Tori (Sand Hill, 27 agosto 1990 – Clermont, 23 aprile 2023), è stata una velocista e lunghista statunitense.

## Biografia
Gareggiò principalmente nel salto in lungo, nei 100 metri e nei 200 metri. 
Frequentò la University of Southern Mississippi e fu due volte campionessa di salto in lungo della divisione I della NCAA, sia indoor sia outdoor nel 2011. Vinse la medaglia d'argento nei 100 m e il bronzo nei 200 m alle Olimpiadi di Rio 2016, il bronzo e l'oro nei 100 m ai Campionati del Mondo 2015 e 2017, rispettivamente, e medaglie d'oro come parte della staffetta femminile dei 100 m sia ai Giochi Olimpici del 2016 che ai Campionati del Mondo 2017.
Fu trovata morta nella sua residenza in Florida il 2 maggio 2023: aveva solo 32 anni. Il decesso sarebbe avvenuto il 23 aprile, per eclampsia: Tori Bowie era stata colta dalle doglie quando si trovava all'ottavo mese di gravidanza.   

## Palmarès
| Anno | Manifestazione  | Sede           | Evento         | Risultato  | Prestazione | Note                                     |
| ---- | --------------- | -------------- | -------------- | ---------- | ----------- | ---------------------------------------- |
| 2014 | Mondiali indoor | Sopot          | Salto in lungo | 13ª (q)    | 6,12 m      |                                          |
| 2015 | Mondiali        | Pechino        | 100 m piani    | Bronzo     | 10"86       |                                          |
| 2016 | Mondiali indoor | Portland       | 60 m piani     | 6ª         | 7"14        |                                          |
| 2016 | Giochi olimpici | Rio de Janeiro | 100 m piani    | Argento    | 10"83       |                                          |
| 2016 | Giochi olimpici | Rio de Janeiro | 200 m piani    | Bronzo     | 22"15       |                                          |
| 2016 | Giochi olimpici | Rio de Janeiro | 4×100 m        | Oro        | 41"01       | Miglior prestazione personale stagionale |
| 2017 | Mondiali        | Londra         | 100 m piani    | Oro        | 10"85       | Miglior prestazione personale stagionale |
| 2017 | Mondiali        | Londra         | 200 m piani    | Batteria   | dns         |                                          |
| 2017 | Mondiali        | Londra         | 4×100 m        | Oro        | 41"82       | Miglior prestazione mondiale stagionale  |
| 2019 | Mondiali        | Doha           | 100 m piani    | Semifinale | dns         |                                          |
| 2019 | Mondiali        | Doha           | Salto in lungo | 4ª         | 6,81 m      | Miglior prestazione personale stagionale |

## Campionati nazionali
- 2 volte campionessa nazionale dei 100 m piani (2015, 2017)
- 1 volta campionessa nazionale dei 200 m piani (2016)